# سارگیس گالاجیان
سارگیس تئودوروسی گالاجیان (ارمنی: (Սերգեյ Գալաջև) Սարգիս Թեոդորոսի Գալաջյան؛ زاده ۱۷ آوریل ۱۹۰۲ – درگذشته ۲۳ دسامبر ۱۹۵۴) ژنرال و افسر سیاسی اهل ارمنستان بود.

## زندگی‌نامه
در ۱۷ آوریل ۱۹۰۲ در ناخیجوان-نا-دونو به دنیا آمد و از فارغ‌التحصیل شد. گالاجیان در جنگ داخلی روسیه و جبهه شرقی (جنگ جهانی دوم) شرکت جست. وی برندهٔ جوایزی همچون نشان پرچم سرخ، مدال دفاع از استالینگراد، مدال دفاع از مسکو، و نشان لنین شده‌است. وی در ۲۳ دسامبر ۱۹۵۴ در سن ۵۲ سالگی در درگذشت و در گورستان نووودویچی به خاک سپرده شد.